# Замков, Владимир Константинович
Влади́мир Константи́нович Замко́в (3 марта 1925 — 9 марта 1998) — советский художник-монументалист,  действительный член АХ СССР (1988), народный художник СССР (1991), лауреат Государственной премии СССР (1981).

## Биография
Родился 3 марта 1925 года в деревне Котоварово (ныне Кимрский район, Тверская область) в крестьянской семье.
С ранних лет у Замкова появилось стремление к рисованию. В 1929 году вместе с матерью, Евдокией Михайловной Хромовой, переехал в Москву. В 6 лет серьёзно повредил левый глаз, всю жизнь носил на нём повязку.
В середине 1930-х годов занимался в студии Московского дома пионеров. В 1939 году сразу несколько работ Замкова демонстрировались на Всемирной выставке «Экспо-39» в Нью-Йорке. Почти одновременно репродукция картины Замкова «Пограничники» появилась в журнале «Юный художник».
Окончил Московское художественно-промышленное училище имени М. И. Калинина. В 1943 году начал службу в РККА, несмотря на болезнь глаза. Служил радистом в действующих войсках.
После войны окончил МВПУ имени Строганова, затем поступил в аспирантуру, стал преподавателем, доцентом. С 1972 года — профессор. Также руководил творческой мастерской монументальной живописи.
Замков неоднократно совершал поездки за рубеж, писал картины на актуальные темы. Оформлял павильоны ВДНХ, внутренние помещения нового посольства СССР в США (Вашингтон). Несколько монументальных работ Владимира Константиновича украшали олимпийскую деревню Олимпиады-80. Активно участвовал в выставках как в СССР, так и за рубежом.
В 1983 году был избран членом-корреспондентом АХ СССР, в 1988 — академиком АХ СССР. Являлся вице-президентом общества дружбы «СССР — Венесуэла», секретарём правления Союза художников СССР и РСФСР, председателем художественного совета по монументальному искусству Министерства культуры РСФСР.
Скончался Замков 9 марта 1998 года в Москве.

## Награды и звания
- Народный художник СССР (1991)
- Народный художник РСФСР (1979)
- Государственная премия СССР в области литературы, искусства и архитектуры (1981) — за монументальные работы в олимпийской деревне в Москве.